# 密切平面
密切平面：过空间曲线上P点的切线和P点的邻近一点Q可作一平面{\displaystyle \sigma }，当Q点沿着曲线趋近于P时，平面{\displaystyle \sigma }的极限位置{\displaystyle \pi }称为曲线在P点的密切平面。

## 密切平面的方程

### 一般参数的表示
{\displaystyle (R-r(t_{0}),r'(t_{0}),r''(t_{0}))=0}
其中 R ＝ {X,Y,Z}表示P点的密切平面上任意一点的向径。
上式也可用行列式表示为
{\displaystyle {\begin{vmatrix}X-x(t_{0})&Y-y(t_{0})&Z-z(t_{0})\\x'(t_{0})&y'(t_{0})&z'(t_{0})\\x''(t_{0})&y''(t_{0})&z''(t_{0})\end{vmatrix}}=0}

### 自然参数的表示
{\displaystyle (R-r(s_{0}),{\dot {r}}(s_{0}),{\ddot {r}}(s_{0}))=0}
其中{\displaystyle r=r(s)}.
上式也可用行列式表示为
{\displaystyle {\begin{vmatrix}X-x(s_{0})&Y-y(s_{0})&Z-z(s_{0})\\{\dot {x}}(s_{0})&{\dot {y}}(s_{0})&{\dot {z}}(s_{0})\\{\ddot {x}}(s_{0})&{\ddot {y}}(s_{0})&{\ddot {z}}(s_{0})\end{vmatrix}}=0}